# Sachsenhagen
Sachsenhagen is een gemeente in de Duitse deelstaat Nedersaksen. Het stadje maakt deel uit van de Samtgemeinde Sachsenhagen in het Landkreis Schaumburg. Het bestuur van deze Samtgemeinde is hier gevestigd.
Sachsenhagen telt 1.980 inwoners.
Tot Sachsenhagen behoort ook het ten westen van het eigenlijke stadje gelegen dorp Nienbrügge, dat tot 1974 nog een zelfstandige gemeente was.

## Geografie, infrastructuur

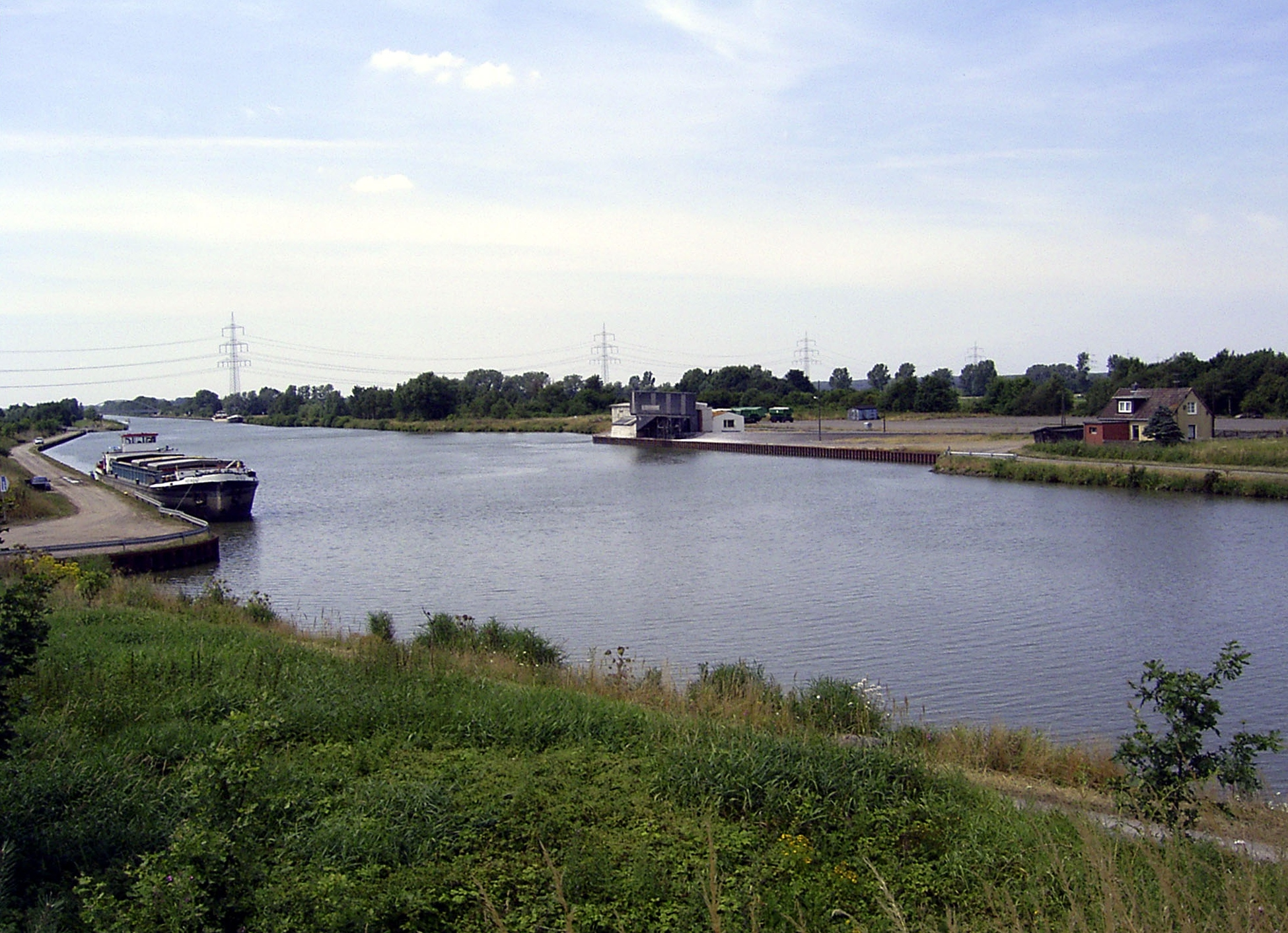
Haventje van Sachsenhagen aan het Mittellandkanaal

Sachsenhagen ligt aan het Mittellandkanaal en beschikt daar over een kleine binnenhaven, die in het verleden gebruikt werd voor vervoer van gedolven kalizout uit de mijn van Bokeloh. Het aantal faciliteiten in het haventje is zeer beperkt. 
Station Wunstorf ligt op 15 kilometer afstand; het kleine station van  Lindhorst op 5 kilometer en station Stadthagen op 15 kilometer.
Met Stadthagen bestaat een streekbusverbinding.
De Bundesautobahn 2 is via Wunstorf en Bad Nenndorf te bereikhen.
De Bundesstraße 441 loopt acht kilometer noordelijk langs Sachsenhagen.

## Economie
De gemeente bestaat overwegend van lokaal midden- en kleinbedrijf. De grootste onderneming is een regionaal afvalverwerkingsbedrijf, gelegen bij een voormalige steenfabriek, ten westen van het stadje.

## Geschiedenis
Sachsenhagen ontstond rond 1253, toen hertog Albrecht I van Saksen er een kasteel liet bouwen.
In 1559 werd Sachsenhagen na de Reformatie evangelisch-luthers. Graaf Ernst van Schaumburg erfde het Amt Sachsenhagen in 1597 en liet het oude kasteel vernieuwen tot een Wasserschloss met stijlkenmerken van de Wezerrenaissance; door diverse oorzaken raakte dit kasteel in de eeuwen daarna in verval; alleen de  bergfried van dit kasteel bestaat nog.  De plaats had zwaar te lijden van oorlogsgeweld en andere rampspoed gedurende de Dertigjarige Oorlog (1618-1648), waaronder andere een rampzalige stadsbrand in 1619.

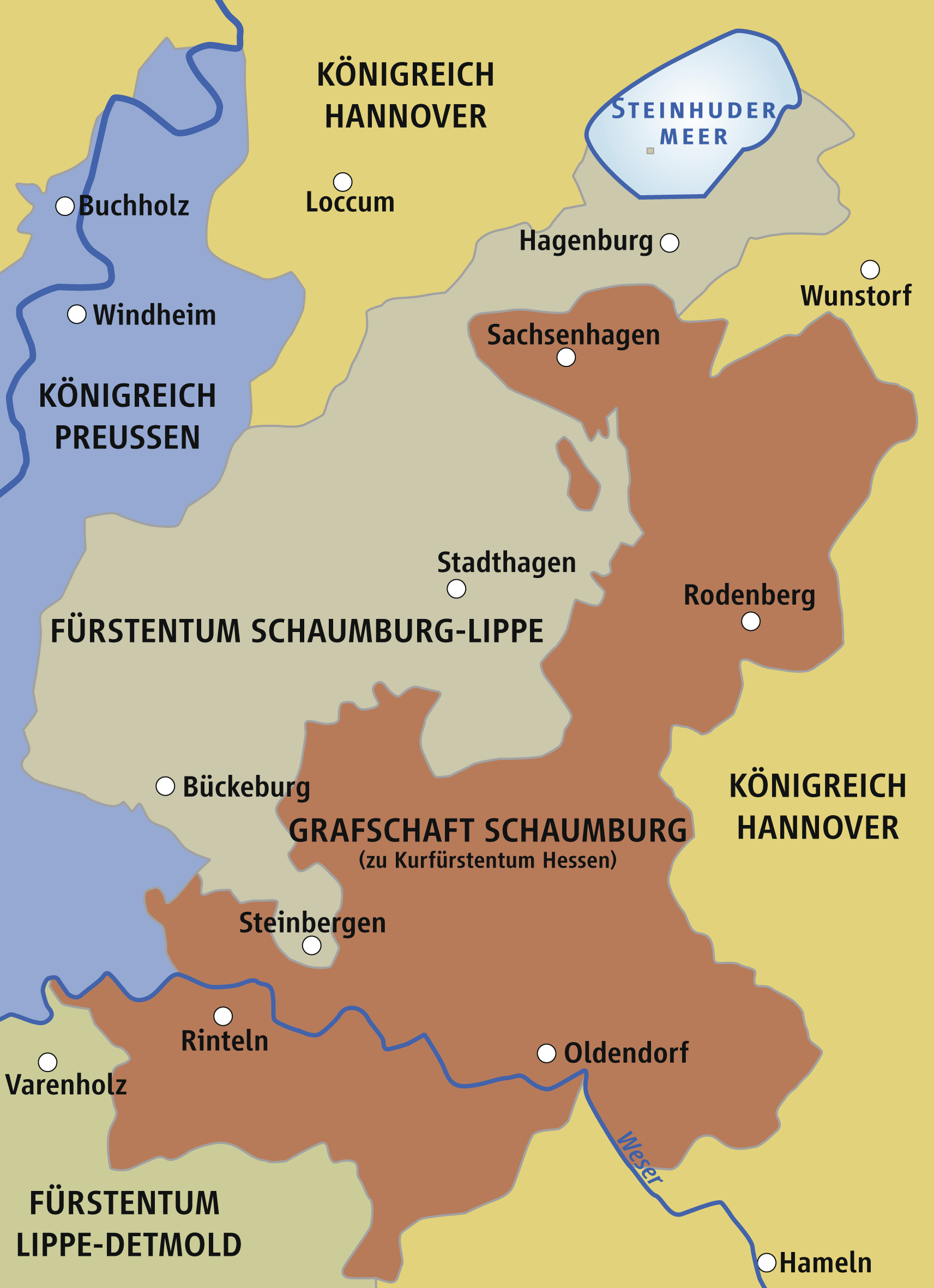
De Schaumburger gebieden van 1648-1866. Sachsenhagen ligt in het donkerrode, destijds Hessische gebied.

Anders dan buurgemeente Hagenburg, werd het samen met Auhagen in 1647 bij de deling van het Graafschap Schaumburg aan het Hessische deel, dus niet aan Schaumburg-Lippe, maar aan het Landgraafschap Hessen-Kassel toegewezen. Van 1807-1866 was dit een deel van het Koninkrijk Westfalen en vanaf 1866 een deel van Pruisen; in 1871 werd Pruisen geïntegreerd in het Duitse Keizerrijk.
Onder Hessisch bestuur verwierf Sachsenhagen, dat vanaf 1407 een vlek met beperkte privileges was geweest, in 1650 volledig stadsrecht.
In 1916 kwam met de openstelling van het Mittellandkanaal, en van een haven en enige bedrijven daaromheen, een eind aan een eeuwenlange economische achterstelling. In de 21e eeuw liep de bedrijvigheid door sluiting van mijnen en fabrieken in de regio weer sterk terug.

## Bezienswaardigheden
- Van het kasteel van Sachsenhagen, de Wasserburg, is o.a. nog een vierkante toren, een bergfried, bewaard gebleven. De zeker vóór 1600 gebouwde toren heeft een aangebouwd traptorentje met wenteltrap. In 2019 waren er plannen, de toren van binnen op te knappen en er een streekmuseum in te vestigen. Door de Covid-19-crisis was daar tot en met de zomer van 2022 nog niets verder mee gebeurd. Op de plaats van de andere kasteelgebouwen staan woonhuizen.
- De evangelisch-lutherse Elisabethkerk werd voltooid in 1676. Het barokke interieur dateert van het eind van de 17e eeuw.
- Verspreid in het stadje staan diverse oude, soms schilderachtige, vakwerkhuizen uit de 17e-19e eeuw.

## Galerij

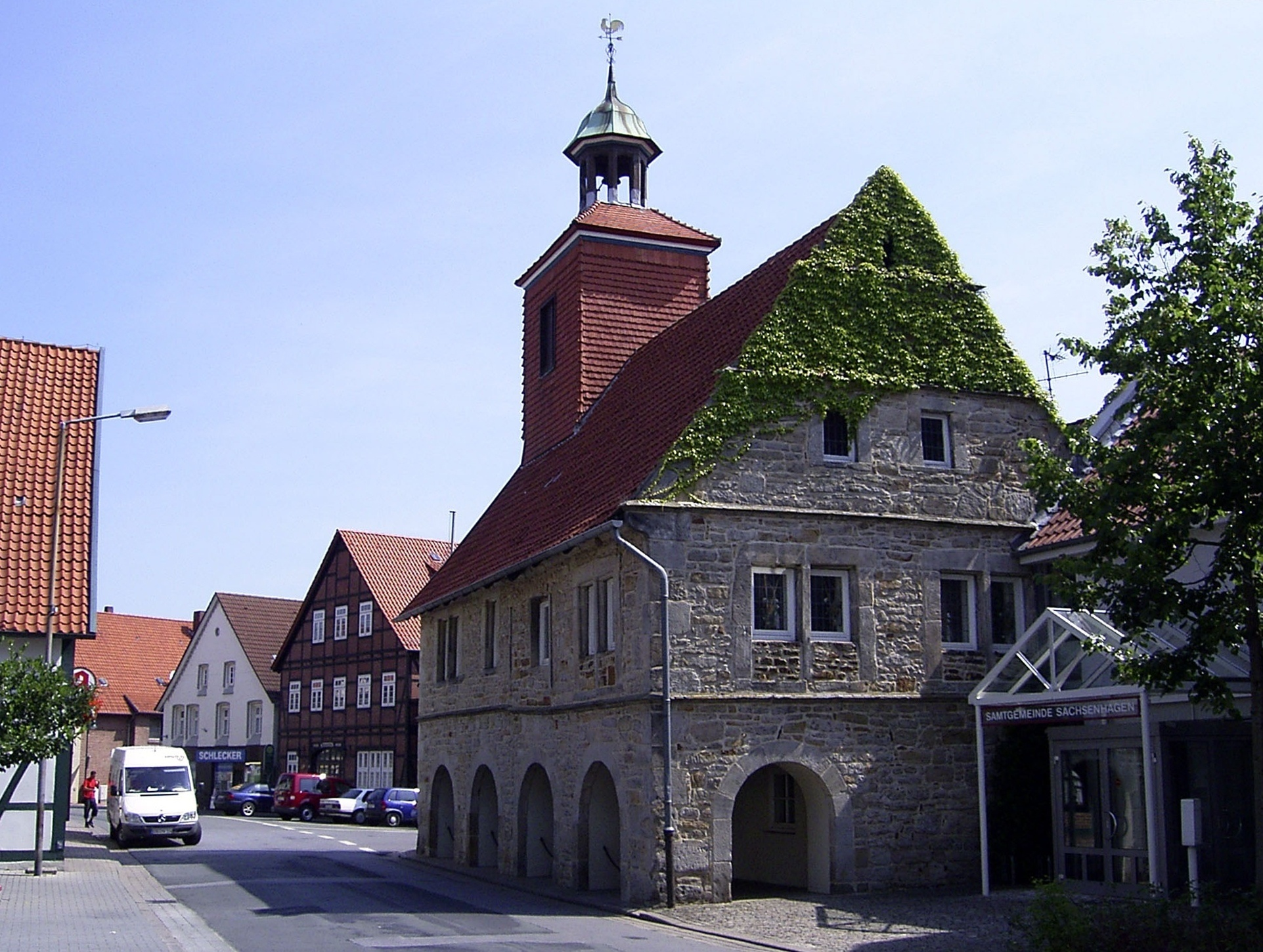
Stadhuis (1607)
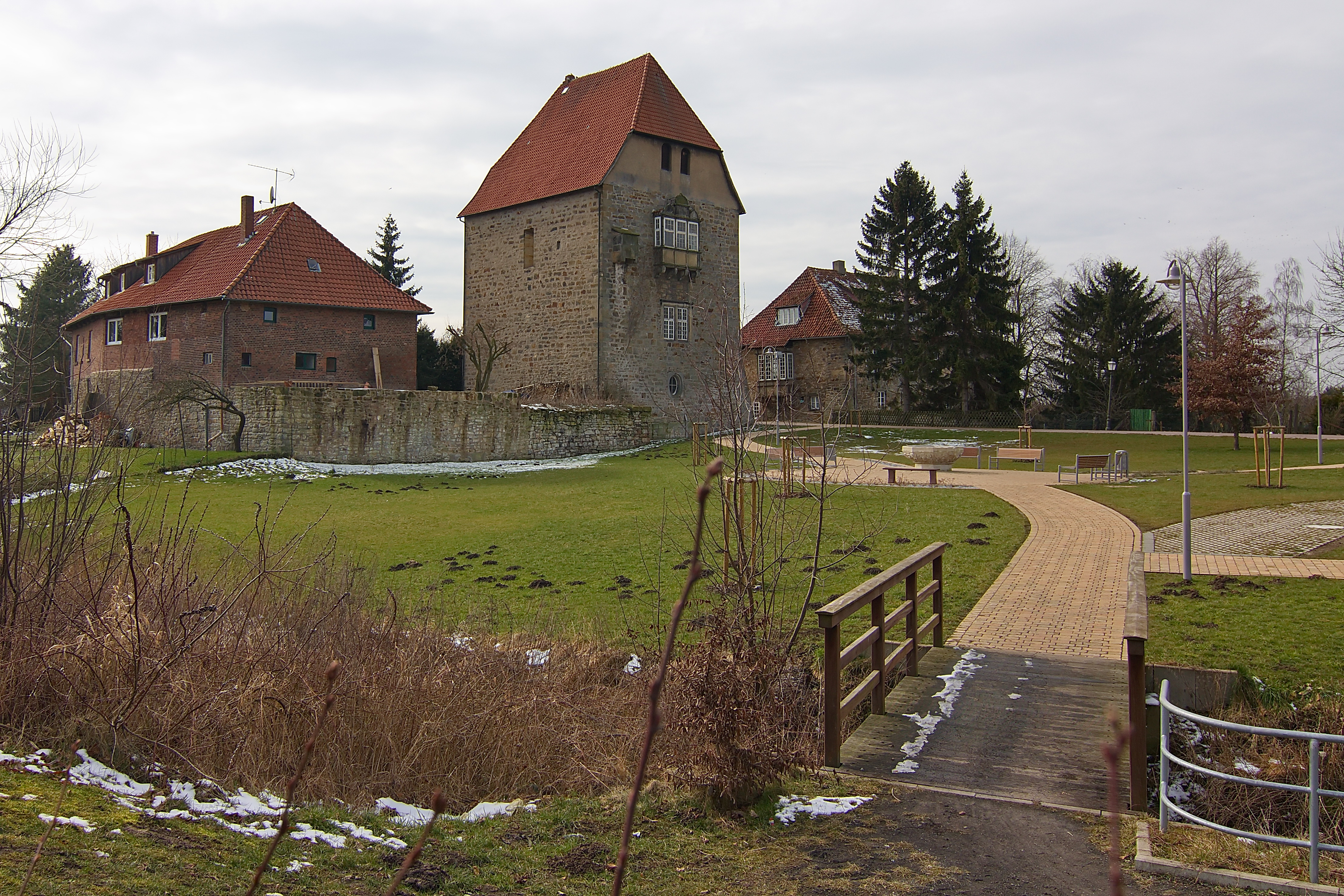
Voormalig kasteel
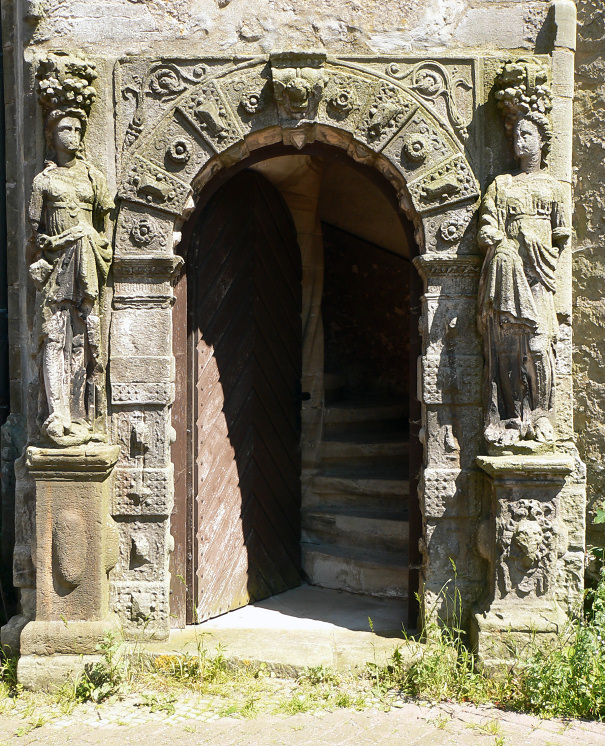
Kariatidenportaal in renaissancestijl, ingang van de traptoren van het voormalige kasteel
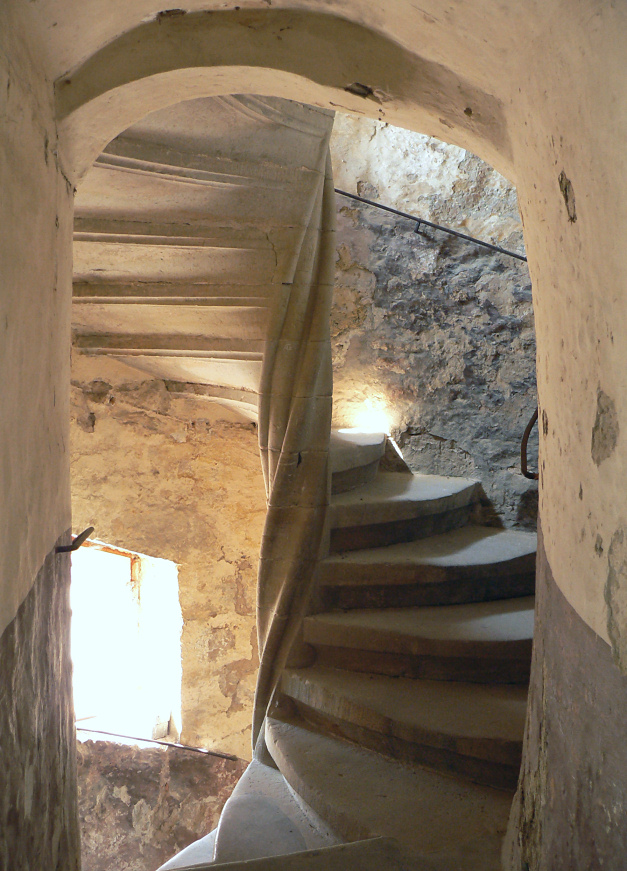
Wenteltrap in deze toren
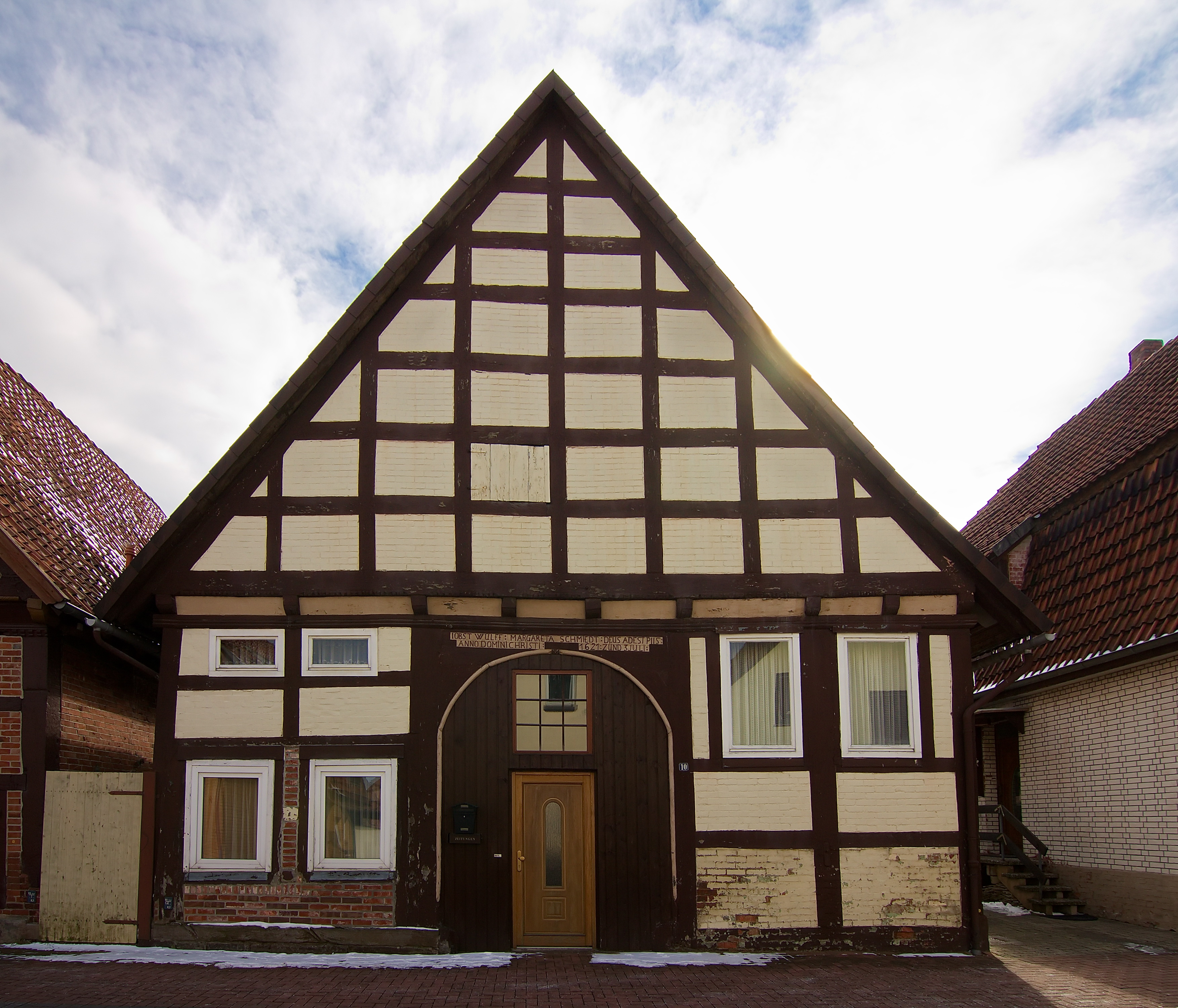
Vakwerkhuis uit 1621, Mittelstraße
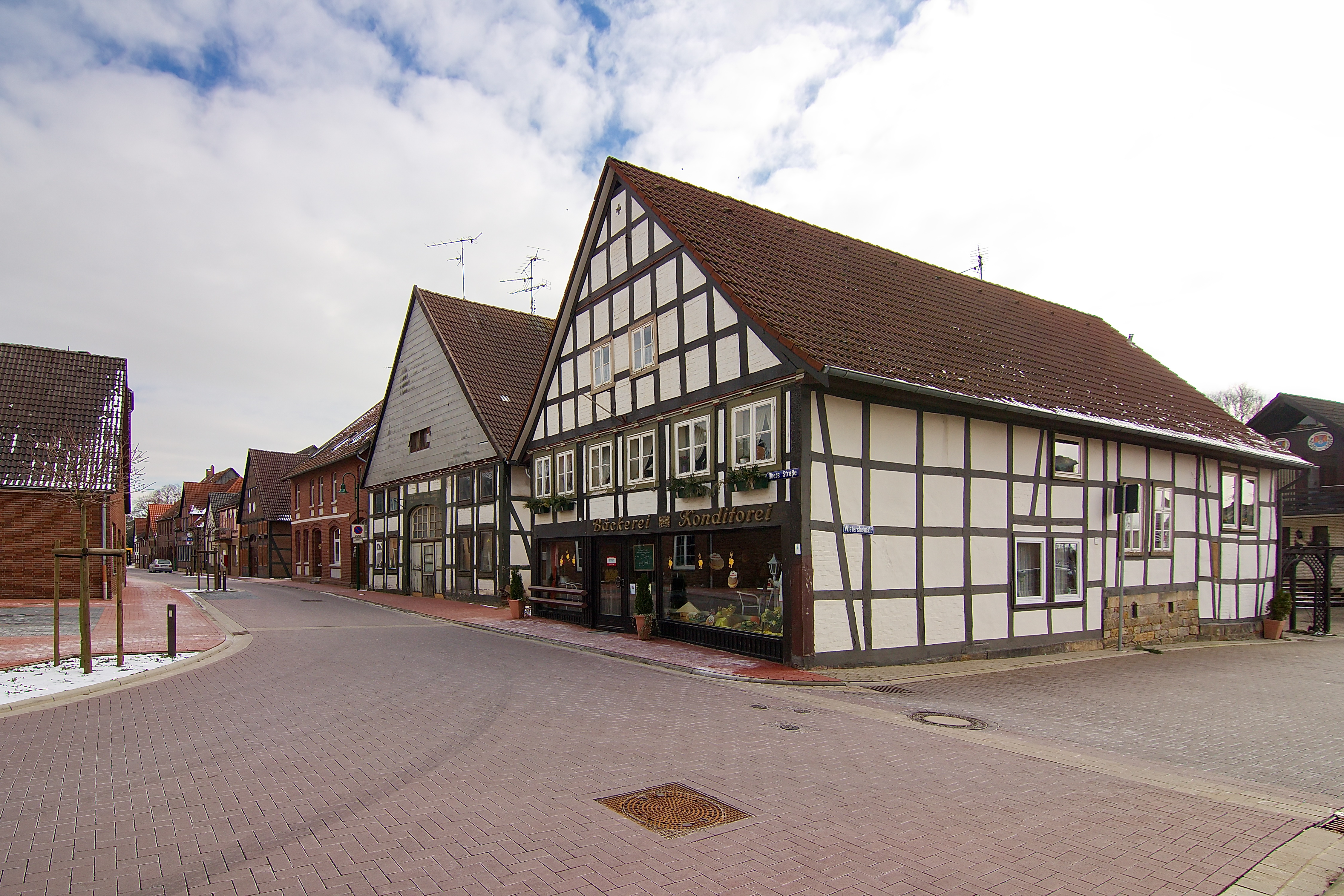
Vakwerkhuizen aan de Obere Straße
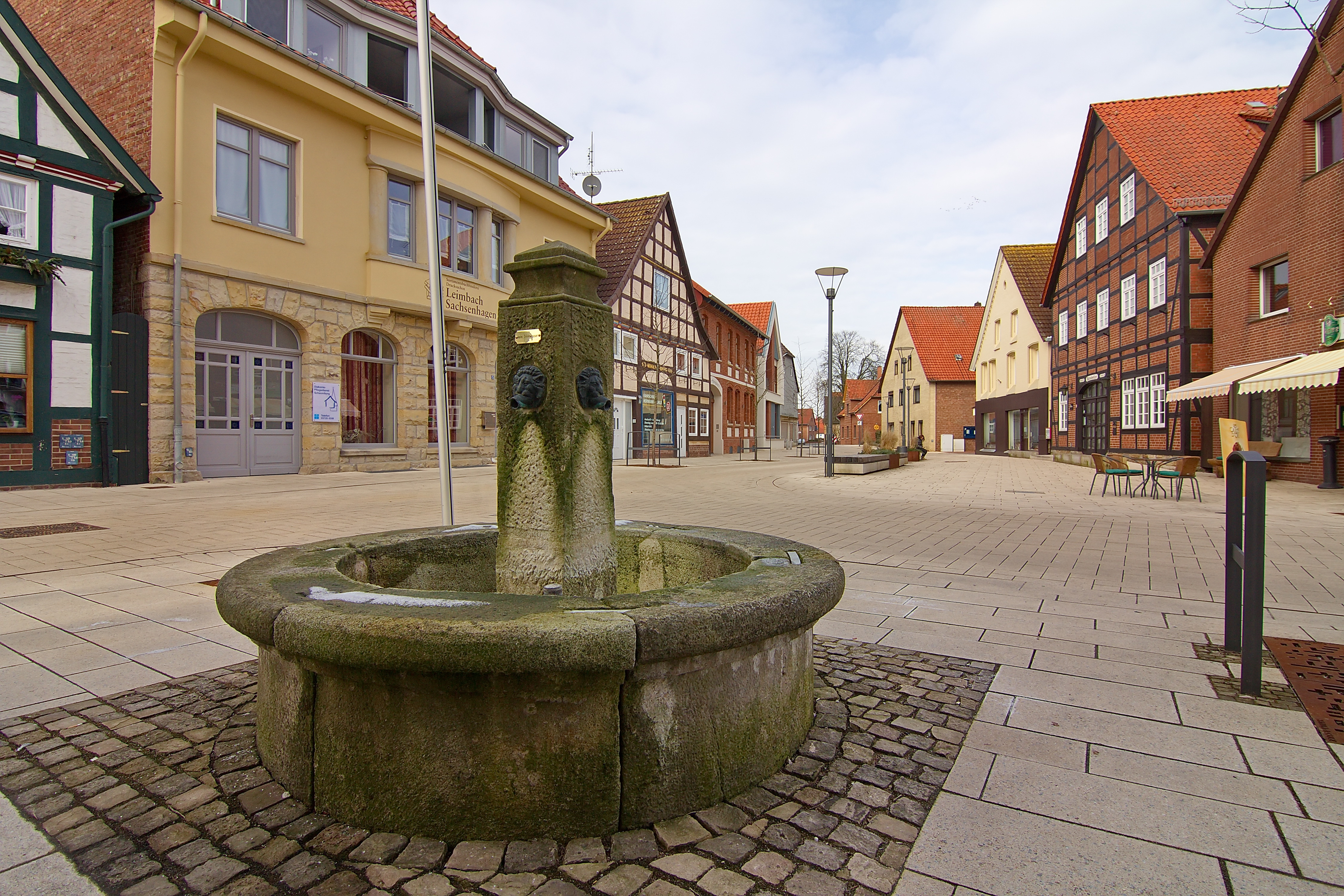
Marktplein
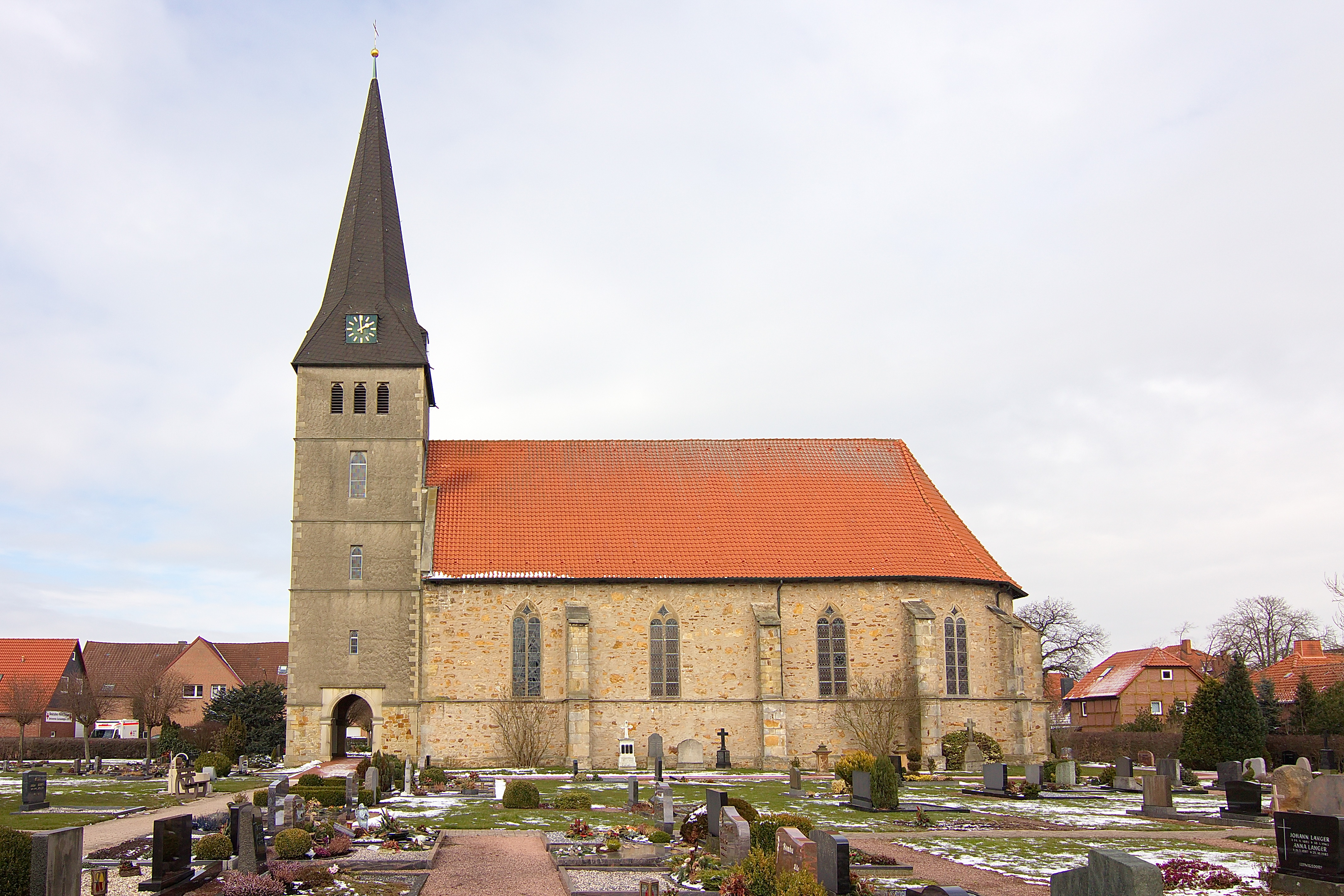
Evang.-lutherse Elisabethkerk

- Gemeinsame Normdatei: 4051178-9
- Library of Congress Control Number: n89146335
- Nationale Bibliotheek van Israël: 987007562592305171
- Virtual International Authority File: 123274451
- WorldCat: E39PBJdWWHtFXvxwrw6bWVPJDq

Ahnsen · 
Apelern · 
Auetal · 
Auhagen · 
Bad Eilsen · 
Bad Nenndorf · 
Beckedorf · 
Buchholz · 
Bückeburg · 
Hagenburg · 
Haste · 
Heeßen · 
Helpsen · 
Hespe · 
Heuerßen · 
Hohnhorst · 
Hülsede · 
Lauenau · 
Lauenhagen · 
Lindhorst · 
Lüdersfeld · 
Luhden · 
Meerbeck · 
Messenkamp · 
Niedernwöhren · 
Nienstädt · 
Nordsehl · 
Obernkirchen · 
Pohle · 
Pollhagen · 
Rinteln · 
Rodenberg · 
Sachsenhagen · 
Seggebruch · 
Stadthagen · 
Suthfeld · 
Wiedensahl · 
Wölpinghausen